# Gideon Toury
Gideon Toury (hebr. גדעון טורי; ur. 6 czerwca 1942 w Hajfie, zm. 4 października 2016) – izraelski kulturoznawca i badacz przekładu, profesor związany z Uniwersytetem w Tel Awiwie. Wspólnie z Itamarem Ewen-Zoharem rozwijał teorię polisystemu i opisowe badania przekładu. Znany przede wszystkim z wyodrębnienia norm przekładowych.

## Wykształcenie
W 1960 roku skończył prywatne liceum w Hajfie. W 1970 roku z wyróżnieniem ukończył studia licencjackie na Uniwersytecie Telawiwskim. Kontynuował studia na kierunku związanym z literaturą hebrajską i językoznawstwem do momentu uzyskania stopnia doktora w 1977 roku. W późniejszym czasie poświęcił się badaniom w dziedzinie traduktologii.

## Obszary badań

### Translation Studies
Gideon Toury wprowadził pojęcie norm przekładowych, które wpływają na decyzje podejmowane przez tłumacza w docelowym środowisku kulturowym. Zapoczątkowane przez niego pojęcie norm w przekładzie podkreśla wpływ kultury na końcowy efekt tłumaczenia. W jego podejściu to kultura definiuje co jest dopuszczalne i akceptowalne w danym środowisku, jednocześnie wpływając na strategie tłumaczeniowe. Koncept norm tłumaczeniowych opisał w trzech książkach. Pierwszą z nich była Translational Norms and Literary Translation into Hebrew, napisana w latach 1930–1945. Korzystając z narzędzi polisystemowych, wyodrębnił normy przekładowe i wpisał je w szersze ramy opisowych studiów nad przekładem w książce zatytułowanej In Search of Theory of Translation, opublikowanej w 1980 roku. Jej kontynuacją i rozwinięciem jest wydana w 1995 roku książka Translation Studies and Beyond, w której opisuje teoretyczne i praktyczne zastosowanie opisowych badań przekładu w dziedzinie Translation Studies.
Gideon Toury był redaktorem dwóch międzynarodowych pism poświęconych przekładowi: Target: An International Journal of Translation Studies, oraz TRANSST: An International Newsletter of Translation Studies. Ponadto był członkiem rady programowej serii wydawniczej Benjamins Translation Library. Pod jego redakcją ukazało się również wiele tomów zbiorowych, m.in.: Translation Theory: (A Reader) z 1980 roku; wspólnie z Itamarem Ewen-Zoharem: Translation Theory and Intercultural Relations z 1981 roku; Translation Across Cultures z 1987 roku; Introducing Translation Theory: Selected Articles z 1991 roku. Toury był także autorem niemal siedemdziesięciu artykułów i rozdziałów w pracach zbiorowych.

### Tłumaczenia
Toury był również aktywnym tłumaczem dzieł literackich z języka angielskiego i niemieckiego na hebrajski. Przełożył m.in. utwory: Francisa Scotta Fitzgeralda, C.S. Lewisa, Forda Madoxa Forda, Güntera Grassa, Heinricha Bölla, Petera Handkego, Thomasa Manna i Ernesta Hemingwaya.